# 和泉美沙希
和泉 美沙希（いずみ みさき、1991年4月24日 - ）は、日本のタレント、女優。香川県出身。5代目ミスヤングチャンピオン。公益財団法人日本バドミントン協会公認公式イメージソング「Try again－未来へ」でCDデビュー。

## 略歴
2014年、ミスヤングチャンピオン5代目グランプリを受賞。
2015年に発売されたデビューシングル「Try Again－未来へ」は、公益財団法人日本バドミントン協会公認公式イメージソングに選定された。2016年にアイドルグループ「あと3センチ」を結成。2019年12月1日をもって「あと3センチ」を解散。
2021年4月18日、新宿アルタ KeyStudioでの「黒咲もあ生誕&あと3センチ復活ライブ」で「あと3センチ」が一夜復活した。
2023年4月1日、新宿アルタ Keystudioでの「もう会うのは最後だよ、集まれ愉快な仲間たち〜あと3センチ復活ライブ〜」でグループの活動を再開。

## 人物
- 趣味は映画鑑賞[6]。
- 特技は少林寺拳法（黒帯2段）。「2014ミスヤングチャンピオン5代目グランプリ発表会」では、実際に技を披露し会場を湧かせた[7]。
- トータルコンサルティング会社「ダイアナ」が発表した「全国バストランキング」で、出身地の香川県が巨乳No.1に輝いた際に、香川県の巨乳代表として週刊プレイボーイのインタビューに応じたことがある[8]。

## 活動

### ユニット
| 年度                          | ユニット名            | 他メンバー                             |
| ----------------------------- | --------------------- | -------------------------------------- |
| 2014年 - 2015年               | ヤンチャン学園 音楽部 | 瀬名葉月、三輪晴香 他                  |
| 2016年9月10日 - 2019年12月1日 | あと3センチ           | いけながあいみ、潮田ひかる、蓬田結梨杏 |

### CD
- コイハナビ（ヤンチャン学園音楽部、1stシングル、発売元：ダイキサウンド）
- ハートの交換（ヤンチャン学園音楽部、2ndシングル、発売元：ダイキサウンド）

## 音楽活動

### ソロCD
- Try Again - 未来へ（2015年1月21日発売／SOER-0001[2]）

| #         | タイトル                              | 作詞       | 作曲      | 編曲      | Chorus     | 時間  |
| --------- | ------------------------------------- | ---------- | --------- | --------- | ---------- | ----- |
| 1.        | 「Try Again - 未来へ」                | 田中友紀子 | Changs    | 八澤勉    | 小林美智子 | 4:07  |
| 2.        | 「Yell - 今できること」               | 田中友紀子 | Changs    | 八澤勉    | 美月       | 4:08  |
| 3.        | 「Try Again - 未来へ」(Instrumental)  |            | Changs    | 八澤勉    |            | 4:07  |
| 4.        | 「Yell - 今できること」(Instrumental) |            | Changs    | 八澤勉    |            | 4:08  |
| 合計時間: | 合計時間:                             | 合計時間:  | 合計時間: | 合計時間: | 合計時間:  | 16:30 |

## 出演

### ネット配信
- 和泉美沙希のソムリエジャンクション（2015年5月9日 - 、隔週土曜日放送） - MC[9]

### テレビ
- MUSIC B.B.（2018年6月20日、TOKYO MX） - 「あと3センチ」として
- ゆうべはお楽しみでしたね（2019年2月6日、TBS） - ネイルサロンの客 役

### 映画
- 花子の日記（2010年、松本卓也監督）
- グラキン・クイーン（2010年、松本卓也監督）
- ミスムーンライト（2017年2月26日、松本卓也監督） - アンアンナ 役[10]
- 女兵器701（2017年、田口清隆監督） - 主演・女兵器701サユリ 役[11]

### CM
- アイペット損害保険 - ナレーション
- マクドナルド「ポテ撮り」CMナレーション（2016年5月17日 - 6月16日）
- マクドナルド「第1回マクドナルド総選挙」ナレーション（2017年1月 - ）

### 地域PR動画
- 野木町公式動画「のぎの連続テレビ小説 きらり」 - 町田のぎ 役[12]
- 『うどん県。 それだけじゃない香川県』プロジェクト プロモーション映像「観光香川のおもてなし編 ~UDON OF MUSIC~」 - OLマナ 役[13]

### ラジオ
- GIRLS♥GIRLS♥GIRLS =flying high=（2015年、FM-FUJI） - ヤンチャン学園音楽部 ＊土夜にヤングチャンピオン[14]

### DVD
- ミスヤングチャンピオン2014（2014年10月24日、竹書房）
- 癒しのいずみ（2015年1月20日、ラインコミュニケーションズ）

### デジタル写真集
- DIGITAL WARP GIRLS "SWIPE ME."「きょうの僕は透明人間」（2016年、撮影：佐野円香）

### 雑誌
- 『別冊ヤングチャンピオン』（秋田書店）
  - 2014年No.01 9月30日誕生号

- 『ヤングチャンピオン』（秋田書店）
  - 2014年No.21 10月14日発売号 - ソロ
  - 2015年No.09 4月28日発売号 - 表紙
  - 2017年No.19 9月12日発売号 - センター

### その他
- さのスニーカー’s[15]
- 共立女子大学・教養教育科目「女性と社会」特別授業講師（2017年6月6日、共立女子大学）[16]
- TOKYO GRAVURE IDOL FESTIVAL 2017（2017年8月4日 – 6日、TOKYO IDOL FESTIVAL 2017　GRAND MARKET）[17]
- TOKYO GRAVURE IDOL FESTIVAL 2018（2018年8月4日 – 6日）
- TOKYO GRAVURE IDOL FESTIVAL 2019（2019年8月4日 – 6日）